# مزرعه هوله قوچالی
مزرعه هوله قوچالی یک منطقهٔ مسکونی در ایران است که در دهستان خانه‌شور واقع شده‌است.